# 阿部製紙所
阿部製紙所（あべせいししょ）は、明治時代に大阪で操業していた製紙工場である。1891年（明治24年）に操業を開始し、合資会社（阿部製紙合資会社）、次いで株式会社（日本製紙株式会社）に改組した後、1907年（明治40年）に富士製紙に合併された。
1993年（平成5年）に十條製紙と山陽国策パルプが合併して発足した現在の日本製紙とは直接的な関係はない。

## 沿革
阿部製紙所は1890年（明治23年）5月、近江国（滋賀県）出身の商人阿部市郎兵衛 (7代)によって創設された。当時は大阪市の郊外であった西成郡川北村西野新田（現・大阪市此花区西九条）を工場用地とし、アメリカから輸入した抄紙機1台を据え付けて1891年8月より操業を開始した。
日清戦争後の紙の需要増加に対応するため工場の拡張を決定。抄紙機の輸入に取りかかるが、1897年（明治30年）5月に工場で火災が発生、抄紙機を含め機械類が全焼してしまった。イギリスおよびドイツから輸入した抄紙機計3台は1898年（明治31年）4月に設置工事を完了するが、このとき抄紙機は新規に輸入した3台のみとなっていた。
1901年（明治34年）、個人経営から阿部製紙合資会社に改組した。また、当時四日市製紙に在籍した大川平三郎や東京板紙の小野寺正敬を技術顧問として迎え、技術改良を図った。
1904年（明治37年）9月、株式会社組織に衣替えするために阿部製紙合資会社は解散、資本金50万円をもって日本製紙株式会社が新たに設立された。同時に創業者で所長・社長を務めてきた阿部市郎兵衛が引退し、阿部彦太郎・阿部房次郎らが後を継いだ。
3年後の1907年、事業の拡張のために増資を計画するが、富士製紙の社長村田一郎が持ちかけてきた富士製紙との合併案に応ずることとなった。同年2月に合併は実行され、日本製紙は富士製紙に吸収された。
富士製紙に合併された旧日本製紙の工場は第七工場（大阪工場）として操業を継続したが、工場周辺の市街化などの理由により1921年（大正10年）に閉鎖された。3台あった抄紙機は、近隣の神崎工場（兵庫県尼崎市の現・王子イメージングメディア神崎工場）と北海道の釧路工場（現・日本製紙釧路工場）へと移設された。